# Les Ifs
Les Ifs ist eine  Gemeinde mit 72 Einwohnern (Stand: 1. Januar 2022) im französischen Département Seine-Maritime in der Region Normandie (vor 2016 Haute-Normandie). Sie gehört zum Arrondissement Dieppe und zum Kanton Dieppe-2 (bis 2015 Kanton Envermeu). 

## Geographie
Les Ifs liegt etwa 30 Kilometer ostsüdöstlich von Dieppe. Umgeben wird Les Ifs von den Nachbargemeinden Bailly-en-Rivière im Norden und Westen, Avesnes-en-Val im Norden und Nordosten, Fresnoy-Folny im Osten sowie Wanchy-Capval im Süden.

## Bevölkerungsentwicklung
| Jahr                      | 1962 | 1968 | 1975 | 1982 | 1990 | 1999 | 2006 | 2013 |
| Einwohner                 | 103  | 73   | 68   | 53   | 44   | 43   | 49   | 66   |
| Quelle: Cassini und INSEE |      |      |      |      |      |      |      |      |

## Sehenswürdigkeiten
- Kirche Saint-Ouen (früher: Saint-Barthélemy-et-Saint-Marc)